# Neuroprostética
Neuroprostética (também chamada de prostética neural) é uma disciplina relacionada com a neurociência e engenharia biomédica, cuja finalidade é o desenvolvimento de próteses neurais. Próteses neurais são um série de dispositivos que podem substituir uma modalidade cognitiva, motora e/ou sensorial danificadas devido a um acidente ou por doenças. implantes cocleares são um exemplo desse tipo de dispositivos. Esses implantes substituem as funções executadas pela membrana timpânica e pelo estribo, enquanto simula a análise de frequência realizada pela cóclea. Um microfone, em uma unidade externa, coleta o som e o processa; o sinal processado é então transferido para a unidade implantada que estimula os nervos auditivos através de uma matriz de microeletrodos. Pela substituição ou melhoria dos sentidos danificados, esses dispositivos intencionam aprimorar a qualidade de vida de deficientes.
Esses dispositivos implantáveis também são bastante usados em experimentos animais, como uma ferramenta para ajudar neurocientistas um maior entendimento do cérebro e seu funcionamento. Com o monitoramento sem fio dos sinais elétricos cerebrais enviados pelos eletrodos implantados no cérebro de uma pessoa, é possível estudar tais dados sem que o dispositivo afete os resultados.
Gravação e sondagem exatos de sinais elétricos no cérebro ajudarão a compreender melhor a relação entre populações locais de neurônios que são responsáveis por funções específicas.
Implantes neurais são projetados para possuírem o menor tamanho possível, para que sejam minimamente invasivos, particularmente em áreas que circundam o cérebro e os olhos. A comunicação, entre esses implantes e suas contrapartes protéticas, é do tipo sem fio. Além disso, atualmente a energia é recebida por transferência de energia sem fio através da pele. O tecido em volta do implante é, geralmente, altamente sensível ao aumento da temperatura, o que significa que o consumo energético deve ser mínimo para evitar danos ao tecido..
A neuroprótese com uso mais difundido atualmente são os implantes cocleares, que em 2006 tinha aproximadamente 100 mil usuários ao redor do mundo.